# Alopecosa raddei
Alopecosa raddei là một loài nhện trong họ Lycosidae.
Loài này thuộc chi Alopecosa. Alopecosa raddei được Eugène Simon miêu tả năm 1889.